# Fort de la Chartreuse

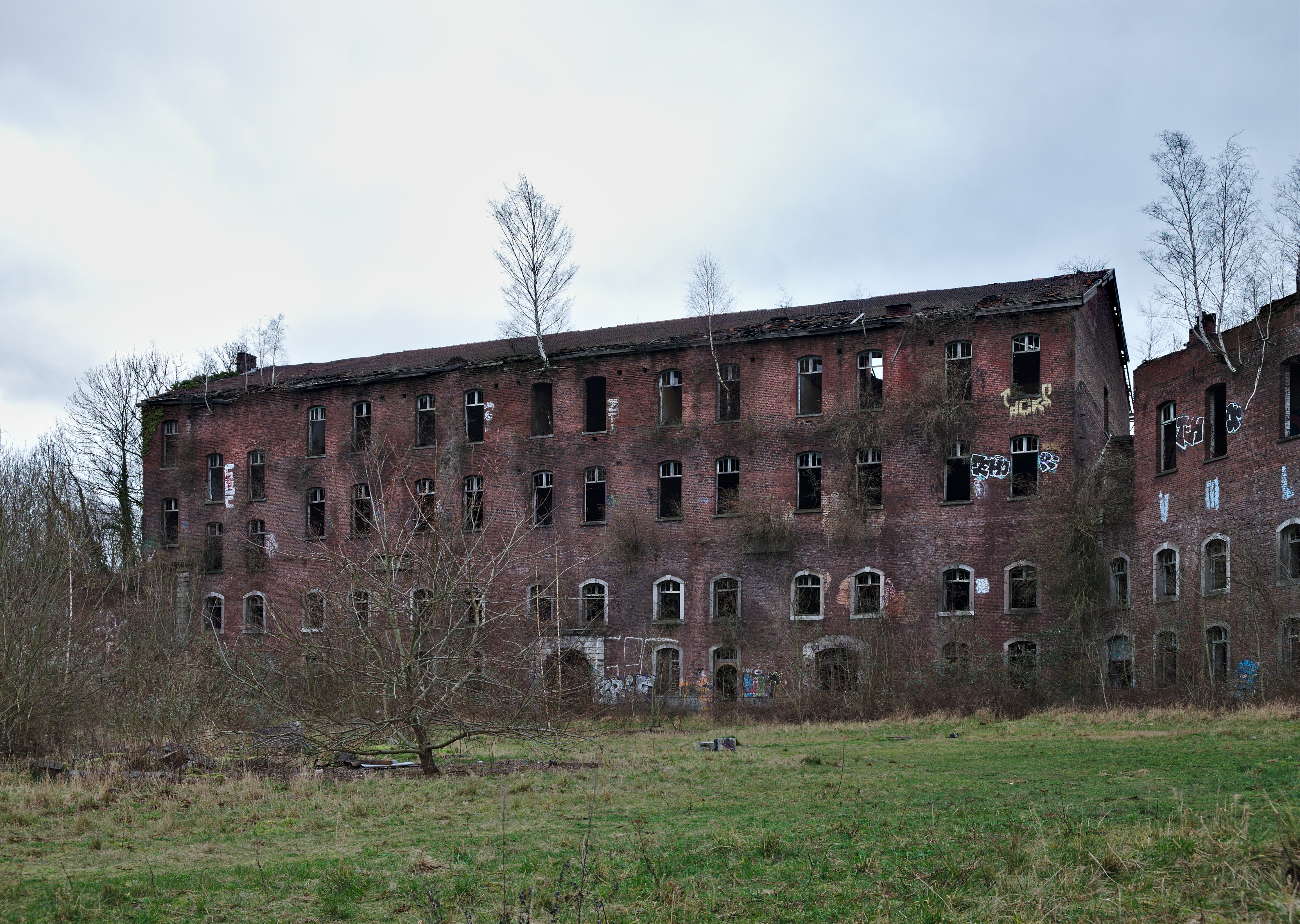
Gedenkstätte am Block 1

Das Fort de la Chartreuse ist eine Festung, die den Stadtteil Amercœur von Lüttich in Belgien dominiert. Das Fort wurde zwischen 1817 und 1823 zur Verteidigung der Stadt errichtet.

## Geschichte
Die Festung liegt auf einer strategischen Höhe, die das Tal der Maas beherrscht, das bis zur Französischen Revolution von einem Kartäuserkloster (Ordre des Chartreux) besetzt war. Die Festung wurde vom Königreich der Vereinigten Niederlande erbaut, das zu dieser Zeit Südbelgien verwaltete. Nach der Belgischen Revolution nutzte das Königreich Belgien das Fort de la Chartreuse als Kaserne für den Festungsring Lüttich, nachdem es Ende des 19. Jahrhunderts als Teil der Befestigungsanlagen Belgiens zwölf neue Festungen rund um die Stadt errichtet hatte.
Im Jahr 1891 wurden die Festung und die nahe gelegene Zitadelle von Lüttich durch einen königlichen Erlass herabgestuft, nachdem zwölf Festungen um Lüttich errichtet worden waren. Die Festung diente danach als Kaserne. Von 1914 bis 1918 sowie von 1940 bis 1944 wurde sie von den Deutschen als Gefängnis genutzt und in den Jahren 1944 und 1945 von den Amerikanern als Militärkrankenhaus. Die belgische Armee verließ das Gelände 1988.

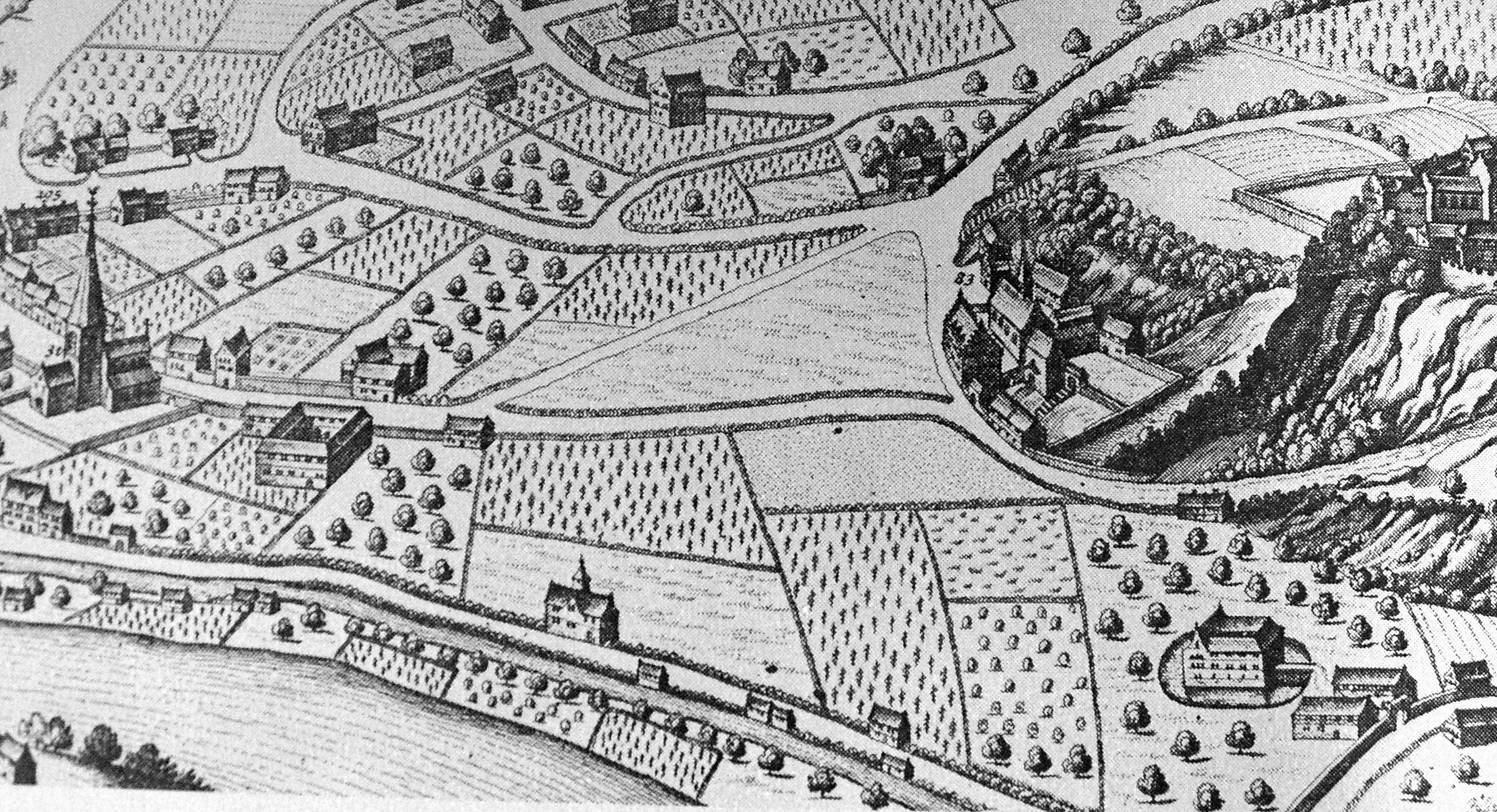
Fort de la Chartreuse on Mont Cornillon (rechts)
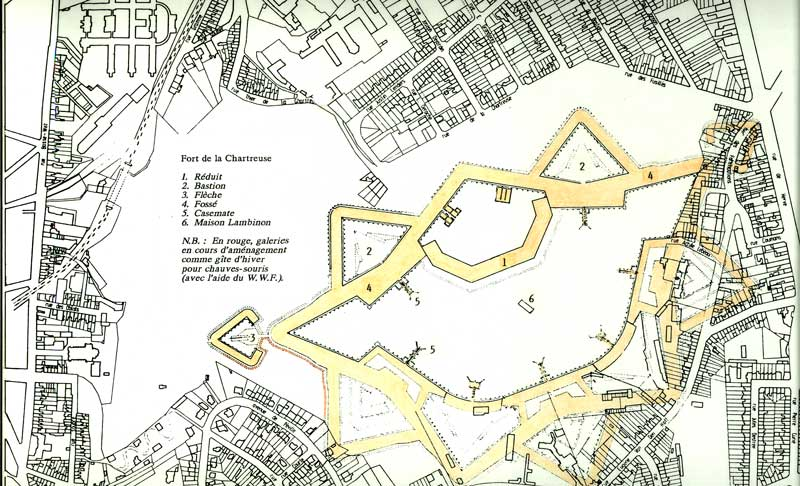
Fort de la Chartreuse Plan
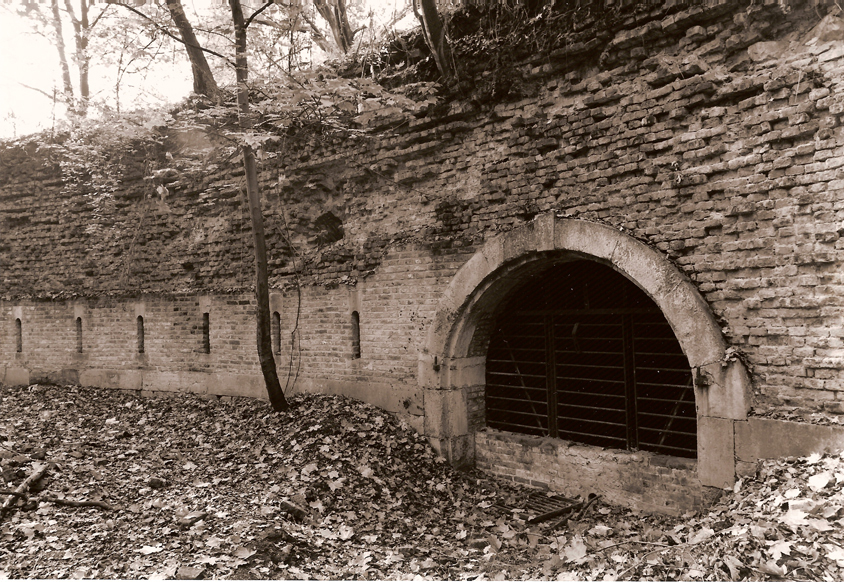
Flesche (Eingang) des Fort de la Chartreuse

## Umgebung
Der größte Teil des Forts befindet sich in einer Grünanlage. Die Festung und das Glacis sind mit Vegetation bedeckt.